# Saint George Ashe
Saint George Ashe (23. maj 1871 – 24. juli 1922) var en britisk roer som deltog i OL 1900 i Paris.
Ashe vandt en bronzemedalje i roning under OL 1900 i Paris. Han kom på en tredjeplads i singelsculler.